# Amanda Lund
Anna Amanda Vilhelmine Lund (30. april 1862 på Frederiksberg – 26. september 1929) var en dansk skuespillerinde.
Hun debuterede i 1882 hos Cortés teater hvor hun blev indtil 1888. Derefter var hun på forskellige mindre danske og norske teatre. Hun var ved Casino i perioden (1894 – 1900 og igen 1908-1929). Hun filmdebuterede i 1912 hos Nordisk Film hvor hun nåede at indspille omkring 20 film. Desuden medvirkede hun i et mindre antal film for andre filmselskaber.
Hun var gift med skuespiller Harald Lund.

## Filmografi
- 1912 Dr. Gar el Hamas Flugt (instruktør Eduard Schnedler-Sørensen)
- 1912 Det berygtede Hus (som Therese, bordelværtens kone; instruktør Urban Gad)
- 1912Tante Bines Testamente (instruktør Eduard Schnedler-Sørensen)
- 1912 Unge Pigers Værn (instruktør Eduard Schnedler-Sørensen)
- 1913 Et Skud i Mørket (som Lone, husholderske; instruktør Eduard Schnedler-Sørensen)
- 1913 Sladder (instruktør Christian Schrøder)
- 1914 Det hemmelighedsfulde X (som Gamle Jane, barnepige; instruktør Benjamin Christensen)
- 1914 Stemmeretskvinden (som Oberstinden; instruktør Eduard Schnedler-Sørensen)
- 1915 For Lykke og Ære (instruktør Robert Dinesen)
- 1915 Kærlighedens Firkløver (som Komtesse Toledo; instruktør Alfred Cohn)
- 1915 Stribolt paa Kærlighedsstien (instruktør A.W. Sandberg)
- 1916 Filmens Datter (som Madam Svendsen; instruktør Hjalmar Davidsen)
- 1916 En Skilsmisse (som Viola, barnepige hos professore; instruktør Martinius Nielsen)
- 1916 Amors Spilopper (som Fru Gommesen; ukendt instruktør)
- 1916 Barnehjertets Heltemod (som Jonna Smith, direktørens mor; instruktør A.W. Sandberg)
- 1917 Klovnen (som Mrs. Bunding; instruktør A.W. Sandberg)
- 1917 Hendes Moders Løfte (instruktør Holger-Madsen)
- 1917 Elverhøj (som Karen, en bondekone; instruktør Sigurd Lomholt, Aage Brandt)
- 1918 Da Tøffelhelten generalstrejkede (instruktør Lau Lauritzen Sr.)
- 1919 Byens Herkules (som Ofelia, Mopps' kone; instruktør Lau Lauritzen Sr.)
- 1923 Den sidste Dans (som Alexanders mor; instruktør A.W. Sandberg)
- 1925 Det store Hjerte (instruktør August Blom)